# Fietsstuur

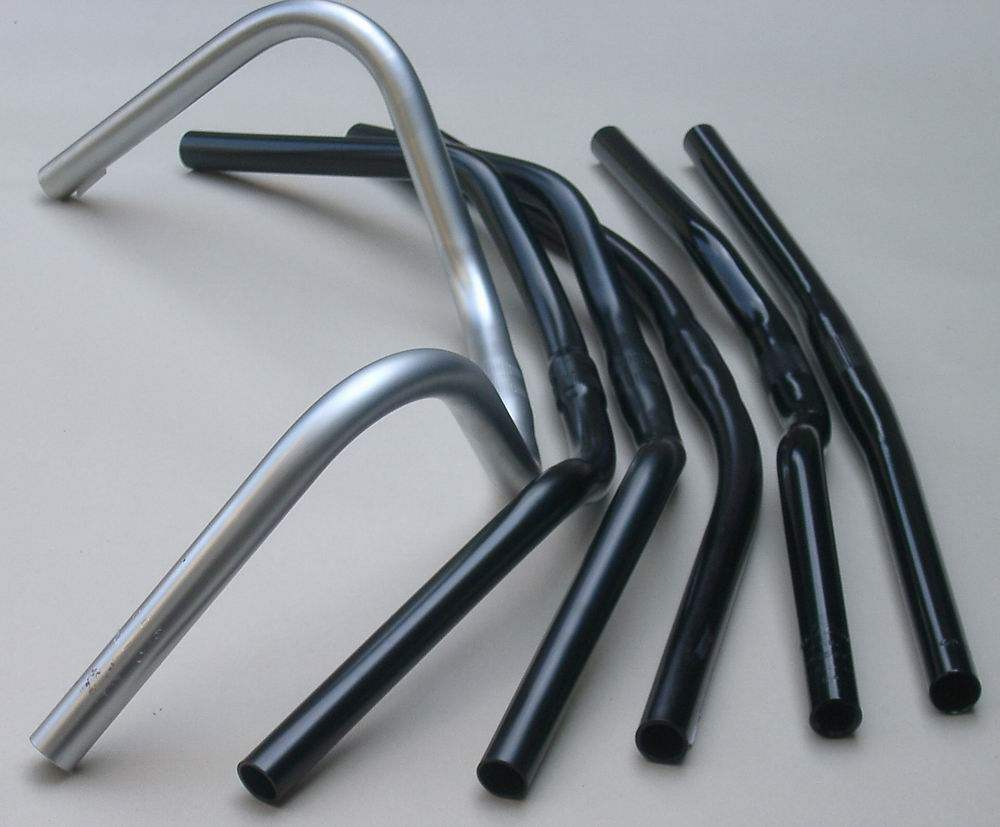
Verschillende losse fietssturen

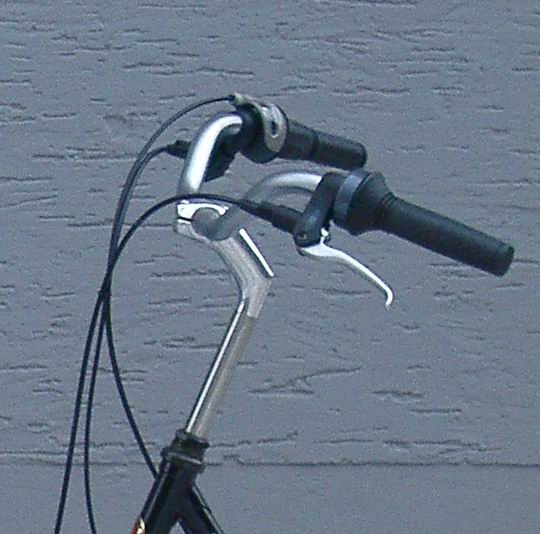
Een aan een stuurpen gemonteerd fietsstuur

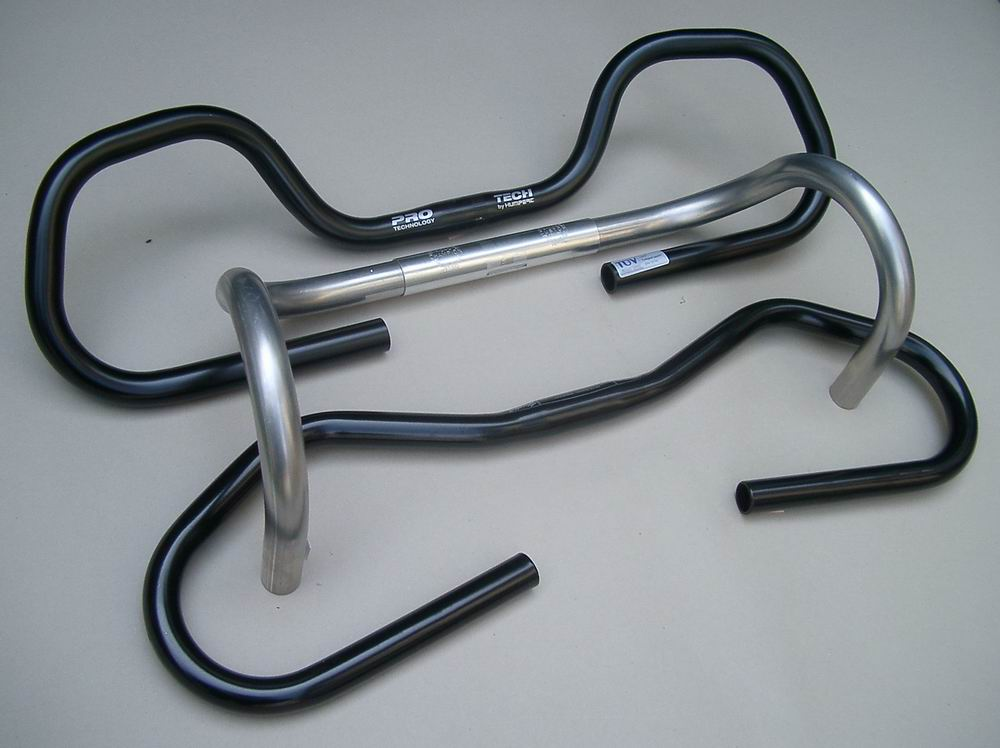
Een stuur voor een racefiets (zilverkleurig) en twee vlindersturen

Een fietsstuur wordt gebruikt om een fiets met de handen te sturen. Het is met het zitgedeelte en pedalen, een van de drie raakpunten van de bestuurder met de fiets.

## Vormgeving en materialen
Een fietsstuur kan tal van verschijningsvormen hebben, waarbij er variatie is in vormgeving en materiaal. De vormgeving kan bestaan uit een breed en (vrijwel) recht stuur zoals bij mountainbikes gebruikelijk is of bijvoorbeeld uit een smal en sterk gekromd stuur zoals bij racefietsen gangbaar is. Het stuur, er wordt ook wel gesproken over een stuurbocht, wordt veelal in het midden op het verdikte deel aan de stuurpen gemonteerd waarbij de stuurpen weer op zijn beurt is vastgezet aan de draaibare voorvork. Er zijn echter ook fietssturen waarbij de stuurpen een onlosmakelijk geheel vormt met het stuur; het is dan niet mogelijk het stuur nog naar voren of achteren te laten kantelen. Ook kan in bijzondere gevallen het stuur onder andere bestaan uit twee losse stuurhelften. Noemenswaardig is verder dat onder meer ligfietsen een zeer afwijkende stuurinrichting kunnen hebben en dat bij gangbare tandems sturen vastgezet zijn voor de meetrappende fietsers.
De vormgeving van het stuur en de stuurpen bepalen in hoge mate de algehele zitpositie inclusief die van de handen, en het gemak waarmee gestuurd kan worden. De gangbare praktijk is dat een stuur krommingen heeft. De krommingen in het stuur kunnen naar beneden gericht zijn zoals bij racefietsen om aerodynamische redenen. Het tegenovergestelde wordt ook toegepast om redenen van onder andere comfort of esthetiek. Normaal gesproken gaat het om een beperkte mate van omhooggaande krommingen om meer comfort te krijgen. Hoog opgebogen sturen zijn onder meer aan te treffen bij sommige chopperfietsen of vouwfietsen. Om ergonomische redenen kan een stuur verdere hoekverdraaiingen hebben zodat de hand met de pols recht het stuur kan omvatten. Sommige sturen zijn ontworpen om de fietser meerdere gripposities te bieden, een vlinderstuur is daar een voorbeeld van.
Veelgebruikte materialen zijn een pijp van staal of aluminium. Materialen als carbon, titanium of hout worden ook wel toegepast. Sturen van carbon en aluminium zijn vrij kwetsbaar en kunnen een beperkte levensduur hebben.

## Onderdelen en accessoires
In het algemeen wordt een stuur voorzien van handvatten, schuimrubberachtige materialen of stuurlinten zodat het comfort met de grip verbetert en ook wel bij handvatten de nadere positie van de handen. Bij handvatten zijn de uiteinden van het stuur rechtuit vormgegeven. Aan het stuur kunnen verder onderdelen/accessoires worden aangebracht als remgrepen, verstellers, bar ends, een fietsbel, kilometerteller, stuurtas enz. 
In het algemeen heeft het aanbrengen van accessoires zoals een zware stuurtas een nadelig effect op het stuurgedrag.

## Typische sturen

### Triatlonstuur
Een triatlonstuur, ook bekend als ligstuur, ossenkopstuur of opzetstuur, is een stuur dat voor op een fietsstuur bevestigd kan worden. De fietser kan er voorover met zijn ellebogen op leunen, waardoor hij een aerodynamischer profiel krijgt.
Triatlonsturen worden vaak gebruikt in triatlons en tijdritten op de weg en op de baan. Bij de meeste wegraces met een massastart zijn ze echter verboden: een triatlonstuur is misschien te verkiezen uit aerodynamisch oogpunt, maar ze hebben de neiging de handen uit de buurt van de remmen te houden en maken de berijder bovendien iets onstabieler. Verder zijn ze nutteloos in sprints of korte klimmetjes, waar kracht belangrijker is dan aerodynamica.